# Entrevista motivacional
La entrevista motivacional (MI por sus siglas en inglés) es una terapia psicológica para llevar a buen término los deseos de una persona de cambiar su comportamiento. Es una asesoría directiva (no en el sentido empresarial, sino en el sentido psicológico de intentar dirigir el comportamiento de la persona a través de consejos), centrada en el paciente para inducir su cambio de comportamiento mediante la exploración y la resolución de la ambivalencia. Comparado con asesorías no directivas, la MI se centra más en los objetivos, y parte de la tradicional terapia rogeriana centrada en el paciente a través de este uso de la dirección, en la que el terapeuta intenta que el paciente considere cambios, más que realizar una exploración terapéutica no directiva. 
El examen y la resolución de la ambivalencia es un propósito central, y el terapeuta persigue intencionadamente este objetivo. La entrevista motivacional se define principalmente no por su técnica, sino por su espíritu de estilo facilitador de la relación interpersonal.
Los conceptos fundamentales vinieron de la experiencia en el tratamiento de alcohólicos. La entrevista motivacional fue por primera vez descrita por Miller (1983) en un artículo de la revista Behavioural and Cognitive Psychotherapy. Los psicólogos clínicos William R. Miller y Stephen Rollnick se basaron en esos conceptos para dar en 1991 una descripción más detallada de los procedimientos clínicos.

## Visión general
La entrevista motivacional es una psicoterapia centrada en el cliente. Se usa para inducir la motivación del paciente con el fin de cambiar un comportamiento negativo concreto. La MI compromete a los pacientes, les induce a cambiar su discurso y recurre a su motivación para conseguir cambios positivos. Por ejemplo este cambio de discurso puede inducirse con preguntas del tipo: «¿Cómo te gustaría que fueran las cosas?» o «¿Qué cosas que te gustaría hacer te está impidiendo el alcohol?»
A diferencia de las intervenciones y los tratamientos clínicos, la MI es la técnica en la que el entrevistador (terapeuta) ayuda al entrevistado (paciente) a cambiar un comportamiento expresando su aceptación del entrevistado sin juzgarlo. A través de ello, la MI incorpora la idea de que cada paciente puede encontrarse en distintas etapas de preparación [para superar su problema] y por tanto la entrevista puede necesitar actuar según las etapas y necesidades del paciente en ese momento. El cambio puede ocurrir deprisa o puede tomar un tiempo considerable, según el paciente. En principio la MI está diseñada para llevarse a cabo en 4 sesiones, si bien algunos pacientes pueden necesitar más y otros menos.
El conocimiento aislado normalmente no resulta suficiente para conseguir el cambio. Además, si se consigue, habitualmente resulta difícil mantenerlo. La MI puede ayudar a los pacientes a resolver las incertidumbres y dudas que les impiden llevar a cabo su deseo de cambio. Al mismo tiempo puede contemplarse a entrevistador y a entrevistado más como miembros de un equipo para solucionar un problema que como un terapeuta y un paciente. De ahí que se pueda considerar esta técnica como una colaboración que respeta el sentido del yo y la autonomía del paciente.
Para lograr más éxito en la entrevista motivacional, el terapeuta debe tener un sentido fuerte de «propósito, estrategias claras y habilidades para tal propósito». Esto asegura que el terapeuta sabe qué objetivos está intentando conseguir antes de emplear esta herramienta. Además el terapeuta necesita habilidades de interacción muy ensayadas, como preguntas abiertas, escucha reflexiva o reiterar convenientemente al paciente lo que este ha afirmado. Tales habilidades se utilizan en una dinámica donde el terapeuta escucha activamente al paciente, y entonces le "reempaqueta" (le dice de otra forma) lo que este ha declarado previamente, destacando lo que ha hecho bien. De este modo puede mejorar su autoconfianza para conseguir el cambio. 

## Características
Aunque hay muchas diferencias en las técnicas de entrevista motivacional utilizadas, el espíritu subyacente sigue siendo el mismo y pueden identificarse las siguientes características:
1. La motivación para el cambio es inducida en el paciente, no impuesta por fuerzas exteriores.
2. Es el paciente quien debe resolver su propia ambivalencia, no el terapeuta.
3. La persuasión directa no es un método eficaz para resolver la ambivalencia (ese estado de querer un cambio y no hacer lo necesario para conseguirlo).
4. El estilo de la terapia es generalmente tranquilo y recaba la información del paciente.
5. El terapeuta es directivo (en el sentido psicológico explicado más arriba), porque conduce al paciente a examinar y resolver su ambivalencia.
6. La preparación para el cambio no es un rasgo del paciente, sino un resultado fluctuante de la interacción interpersonal.
7. La relación terapéutica se parece a una asociación imbuida de compañerismo.

Finalmente, los terapeutas deben reconocer que la entrevista motivacional implica: 
- colaboración y no confrontación;
- evocación y no educación;
- autonomía más que autoridad; y
- exploración en vez de explicación.

Los procesos de terapia eficaces (que consiguen el cambio que desea el paciente) se centran en objetivos pequeños, importantes para el paciente, concretos, realistas y orientados en el presente o en el futuro.

## Principios
Al mismo tiempo el terapeuta debe tener en mente los siguientes 5 principios cuando practique la MI.

### 1. Expresar empatía
Esto significa escuchar al paciente y, mediante la escucha reflexiva, decirle que se comprende lo que está contando y cómo se ha sentido. En este paso, el terapeuta escucha al paciente y luego le presenta, de forma diferente, las ideas de las que ha hablado, más que decir al paciente lo que debe hacer. Esto busca asegurar que el paciente se siente respetado y que no es juzgado cuando expresa sus pensamientos, sentimientos y experiencias, sino que el terapeuta está sinceramente interesado por el paciente y sus circunstancias. Se pretende así fortalecer la relación entre las 2 partes, asegurar su colaboración y hacer sentir al paciente que el terapeuta lo apoya, por lo que estará más dispuesto a abrirse sobre sus pensamientos reales.

### 2. Desarrollar la discrepancia
Esto significa ayudar al paciente a desarrollar la discrepancia entre lo que es y lo que quiere ser en el futuro una vez que el cambio haya tenido lugar. El objetivo principal de este segundo principio es que el paciente esté más concienciado de que sus comportamientos actuales tienen consecuencias. Esto permite al paciente darse cuenta de los aspectos negativos y las cuestiones que puede causar el comportamiento particular que la MI está intentando cambiar. Este darse cuenta puede ayudar y animar al paciente a dedicarse al cambio, porque ve la discrepancia entre su comportamiento actual y el comportamiento deseado. Es importante que el paciente sea el único que verbalice expresamente esta discrepancia y el único que elabore los argumentos para el cambio. Una manera eficaz de hacer esto es que el terapeuta escuche reflexivamente lo que dice el paciente, y entonces se lo reempaquete de la forma más conveniente.

### 3. Evitar las discusiones
Durante el curso de la entrevista motivacional (MI por sus siglas en inglés) el terapeuta puede sentirse tentado de discutir con el paciente, especialmente si es ambivalente sobre su cambio. Sobre todo cuando el terapeuta encuentra resistencia en el paciente. Si el terapeuta intenta forzar el cambio, puede exacerbar la tendencia del paciente a retraerse, echar por tierra el progreso que se había conseguido y disminuir la compenetración con el paciente. Las discusiones pueden hacer que el paciente se ponga a la defensiva y se aleje del terapeuta, lo cual es contraproducente y merma los avances que se hubieran conseguido. Cuando los pacientes se ponen un poco defensivos y discutidores, eso es normalmente una señal para cambiar el plan de ataque. El mayor progreso hacia un cambio de comportamiento es que el paciente elabore sus propios argumentos en vez de que el terapeuta se los presente.

### 4. Allanar la resistencia
"Allanar la resistencia" es ahora un concepto desfasado en la MI: en la tercera edición del libro de texto de Miller & Rollnick La entrevista motivacional: ayudando a la gente a cambiar, los autores indicaron que habían abandonado completamente la palabra "resistencia", así como el término "allanar la resistencia", porque tendía a culpar al paciente de los problemas en el proceso de terapia y de diferentes aspectos poco claros de la ambivalencia.: 196 Esta "resistencia", según se conceptualizaba antes de abandonarse, podía presentarla el paciente de muchas formas, como discutir, interrumpir, negar o no hacer caso. Una parte de una MI exitosa es acercarse a estos comportamientos antes denominados "resistencia" con profesionalidad, sin juzgar, y dejar al paciente una vez más afirmar y confirmar que tiene su autonomía y que el momento de su cambio lo elige él.

### 5. Apoyar la autoeficacia
Una fuerte autoeficacia puede ser un significativo predictor de éxito en el cambio de comportamiento. En muchos pacientes está el tema de la falta de autoeficacia. Pueden haber intentado muchas veces por sí mismos un cambio en su comportamiento (p. ej. dejar de fumar, perder peso o acostarse antes), y como han fallado, han perdido confianza en sí mismos, y por tanto autoeficacia. En consecuencia está claro cuán importante es para el paciente aumentar su autoeficiencia si la tiene baja (la eficacia es distinta de la eficiencia, pero la autoeficacia es lo mismo que la autoeficiencia) y el terapeuta debe contribuir a este aumento mediante una práctica correcta de la MI y una escucha reflexiva. Reflexionando adecuadamente en voz alta sobre lo que le ha dicho el paciente, el terapeuta puede resaltar las fortalezas y los éxitos del paciente (p. ej. haber estado toda una semana sin fumar, en vez de resaltar que recayó en el vicio). Si el terapeuta sugiere y destaca áreas en las que el paciente ha sido exitoso, este puede incorporarlas a futuros intentos, mejorar su confianza y creer más acendradamente que es capaz de cambiar.

## Pasos
En la entrevista motivacional se dan 4 pasos, que ayudan a generar confianza y conexión entre el paciente y el terapeuta, centrarse en las áreas que necesitan cambios y descubrir las razones del paciente para cambiar o mantener un comportamiento. Esto ayuda al terapeuta a apoyar al paciente en su decisión de cambiar su comportamiento y planea las etapas para lograr este cambio. Los pasos no siempre se dan en este orden.

### 1. Toma de contacto
En este paso el terapeuta empieza a conocer al paciente y entender qué está ocurriendo en su vida. El paciente necesita sentirse cómodo, escuchado y plenamente entendido desde su punto de vista. Esto ayuda a generarle confianza en el terapeuta y construye una relación donde ambos trabajarán juntos para conseguir un objetivo compartido. El terapeuta debe escuchar y mostrar empatía sin intentar arreglar el problema (en este primer paso) o juzgar. Esto permite al paciente abrirse sobre sus razones para cambiar, sus esperanzas y sus expectativas, así como las barreras y temores que le impiden este cambio. El terapeuta debe formular preguntas abiertas, pues facilitan que el paciente dé más información sobre su situación, y sienta así que está al mando y participa en el proceso de toma de decisiones, en vez de que se le están imponiendo decisiones externas. Esto crea un entorno que facilita al paciente hablar sobre el cambio. Cuanta más confianza tiene el paciente en el terapeuta, menos resistencia ofrecerá, menos a la defensiva se pondrá, menos vergüenza o enfado sentirá al hablar de su comportamiento. Asimismo, cuanta más confianza tenga, más probablemente volverá a la consulta del terapeuta para continuar sus sesiones, seguir un plan acordado y conseguir el beneficio del tratamiento.

### 2. Centrado
En este paso el terapeuta ayuda al paciente a encontrar las áreas que para él son importantes y centrarse en ellas. En estas áreas el paciente se siente inseguro o está luchando para conseguir un cambio. Este paso también se conoce como el "¿QUÉ?" del cambio. Su objetivo es que el terapeuta entienda qué es importante para el paciente sin imbuir en el paciente las propias ideas del terapeuta. El terapeuta necesita formular preguntas para entender si el paciente está motivado para cambiar, y por qué, y entonces escoger un objetivo para lograrlo juntos. El paciente debe sentir que comparte el control con el terapeuta sobre la dirección y estar de acuerdo en el objetivo. El terapeuta entonces animará al paciente a ordenar por prioridad sus objetivos y explicitar los comportamientos que obstaculizan su consecución. Esto es, "desarrollará la discrepancia" entre sus comportamientos actuales y los deseados. El centrado, o localización de objetivos, puede provenir del paciente, de la situación o del terapeuta. 
Hay 3 estilos de centrado: 
1. la dirección, donde el terapeuta dirige al paciente hacia una determinada área para el cambio;
2. el seguimiento, donde el terapeuta deja al paciente decidir el objetivo y es conducido por las prioridades del paciente; y
3. el guiado, donde el terapeuta lleva al paciente a descubrir una área de importancia.

### 3. Evocación
En este paso el terapeuta formula preguntas para conseguir que el paciente se abra sobre sus razones para cambiar. Este paso también se conoce como el "¿POR QUÉ?" del cambio. A menudo, cuando un paciente explicita estas razones, las refuerza, e incluso descubre que tiene más razones para cambiar que para seguir igual. Normalmente, hay una razón más fuerte que las otras para motivar el paciente hacia su cambio de comportamiento. El terapeuta debe escuchar atentamente al paciente y reconocer el momento en que dice "palabras de cambio", que descubren cómo iría a por el cambio y esbozan soluciones a los problemas. El terapeuta tiene que apoyar y animar al paciente cuando habla sobre maneras y estrategias para cambiar, porque es más probable que el paciente siga un plan si lo ha trazado él. Cuándo el paciente es negativo o se resiste al cambio, el terapeuta debería "allanar la resistencia": no afirmar o resaltar los puntos negativos, sino destacar las maneras y razones con las que el paciente ha venido a la consulta para cambiar. El terapeuta no debe entrar en discusiones ni ceder al "reflejo de enderezar" (arreglar el problema o retar los pensamientos negativos del paciente). Esto podría llevar al paciente a pensar que no están trabajando juntos y le haría resistirse todavía más al cambio. El papel del terapeuta es formular preguntas que guíen al paciente hasta encontrar su propia solución para cambiar. El mejor momento para dar consejos es cuando el paciente los pide expresamente. Si el paciente está atascado y no le vienen ideas para cambiar, el terapeuta puede pedirle permiso para aconsejarlo, y entonces dar detalles. Pero si el terapeuta se centra en las razones por las que cree que el paciente debería cambiar, eso no le parecerá genuino al paciente, porque no sale de él, y deteriorará el vínculo que ambos formaron en el primer paso, la toma de contacto.

### 4. Planificación
En este paso el terapeuta ayuda el paciente a planear cómo cambiar su comportamiento y anima su compromiso con este cambio. También se conoce como el "¿CÓMO?" del cambio El terapeuta formula preguntas para evaluar lo preparado que está el paciente para cambiar y guía al paciente en el diseño de su propio plan de acción paso a paso.{ Puede fortalecer el compromiso del paciente con el cambio, ensalzándolo cuando emplea "palabras de compromiso", que muestran una auténtica disposición a cambiar. En este cuarto paso el terapeuta puede escuchar y reconocer áreas que necesitan más trabajo hasta llegar a la motivación fundamental para cambiar, o ayudar al paciente a vencer la incomodidad de lo que todavía está bloqueando su cambio de conducta. De esta forma el terapeuta ayuda a fortalecer la motivación del paciente y respalda su capacidad de alcanzar objetivos por sí mismo. El terapeuta debería ayudar el paciente a fijarse objetivos EMARP (Específicos, Medibles, Alcanzables, Relevantes y en un Plazo razonable, pero concreto y establecido). Esto ayuda a comparar y medir cómo su comportamiento ha cambiado hacia su nuevo objetivo.

## Adaptaciones

### Terapia de refuerzo motivacional
La terapia de refuerzo (enhancement) motivacional es una adaptación de la entrevista motivacional, cuya duración se ha limitado a 4 sesiones, utilizada en el Proyecto MATCH, un estudio sobre el tratamiento de problemas con el alcohol financiado por el Gobierno estadounidense y la empresa Drinkers' Check-up (literalmente "comprobación de los bebedores"). Esta adaptación proporciona realimentación basada en reglas y explora la motivación del paciente para cambiar a la luz de esta realimentación.
Más de 200 pruebas controladas aleatorizadas en diferentes poblaciones avalan la eficacia de la MI. Los comportamientos tratados incluyen abuso de sustancias, comportamientos que mejoran la salud, adherencia a tratamientos y cuestiones de salud mental.

### Grupos de entrevistado motivacional
Aunque por lo anterior parezca que la MI solo pueden realizarla 2 personas —paciente y terapeuta— puede llevarse a cabo con más personas. Los grupos MI son altamente interactivos y se centran en cambios positivos. Encauzan la dinámica de grupo para evocar y apoyar cambios positivos. Esta adaptación de la MI se realiza en 4 fases:
1. Unirse al grupo
2. Evocar las perspectivas del miembro
3. Ampliar las perspectivas y tomar impulso para el cambio
4. Pasar a la acción

### Asesoría para el cambio de comportamiento
La asesoría para el cambio de comportamiento (BCC por sus siglas en inglés) es una adaptación de la MI centrada en promover en los centros de salud el cambio de comportamiento utilizando consultas breves. El objetivo principal de la BCC es entender el punto de vista del paciente, cómo se siente y su idea de cambio. Se creó con un «objetivo más modesto en mente», porque simplemente se propone «ayudar al paciente a hablar del porqué y el cómo del cambio» y animar el cambio de comportamiento. La BCC se centra en cuidar al paciente y se basa en varios principios de la MI que se solapan, como respeto a la elección del paciente, preguntas abiertas, escucha empática y resumen de lo expresado por el paciente. Se desarrollaron múltiples herramientas de asesoría en el cambio de comportamiento con el fin de evaluar su eficacia. Ejemplos de estas herramientas son el índice de asesoría para el cambio de comportamiento (BECCI por sus siglas en inglés) y la escala de asesoría para el cambio de comportamiento (BCCS por sus siglas en inglés). Son encuestas en las que se pregunta, por ejemplo, si el terapeuta invita al paciente a hablar.

### Escala de asesoría para el cambio de comportamiento
La BCCS es una herramienta utilizada con el fin evaluar a quienes asesoran para un estilo de vida saludable utilizando la BCC. La BCCS se centra en la realimentación sobre la habilidad alcanzada. «Los elementos (preguntas) de la BCCS se puntúan de 1 a 7 en la escala Likert y luego se adaptan a 4 subescalas, reflejando 3 conjuntos de habilidades: valoración de MI y preparación , modificación de comportamiento, y gestión de las emociones». Los datos obtenidos se presentan entonces según: características del elemento, características de la subescala, dispersión de los evaluadores, fiabilidad si se repite la prueba y validez del constructo. Basado Los resultados de un estudio realizado por Vallis sugieren que la BCCS es una herramienta potencialmente útil para evaluar la BCC y ayuda a formar terapeutas, así como a evaluar los resultados de la formación.

### Índice de asesoría para el cambio de comportamiento
El BECCI es una herramienta para evaluar a los terapeutas que asesoran para el cambio de comportamiento (BCC por sus siglas en inglés). Se utiliza principalmente para que los terapeutas aprendan en un entorno simulado. Este índice «proporciona información valiosa sobre el estándar de BCC en el que se formó a los terapeutas». Más que el resultado y la respuesta del paciente, esta herramienta mide y resalta el comportamiento del terapeuta, sus habilidades y su actitud. Los resultados del estudio muestran que, después de recibir formación en BCC, los terapeutas muestran una gran mejora basada en el BECCI. Sin embargo, como el BECCI sólo se ha utilizado en un entorno clínico simulado, se requieren más estudios para evaluar su fiabilidad en un entorno con paciente reales. Además se centra en el comportamiento del terapeuta más que en el comportamiento del paciente. Por tanto, el BECCI de momento solo resulta útil a los formadores de terapeutas.

### Entrevista motivacional tecnológicamente asistida
El término "entrevista motivacional tecnológicamente asistida" (TAMI por sus siglas en inglés) se «utiliza para definir adaptaciones de entrevista motivacional realizadas a través de medios tecnológicos» (en vez de personal y presencialmente). Esto puede incluir elementos como ordenadores, teléfonos móviles, teléfonos fijos, vídeos y animaciones. Una revisión de múltiples estudios muestra la potencial eficacia de estas tecnologías para realizar sesiones de MI que animen a cambiar de comportamiento. Sin embargo adolecen de limitaciones como la dificultad de transmitir empatía y la falta de la interacción presencial. Se requieren más estudios si la TAMI cambia mejor y más rápido el comportamiento que la MI presencial.

## Limitaciones

### Problemas de salud mental subyacentes
Los pacientes con una enfermedad mental presentan limitaciones para practicarles con éxito y sin riesgo una MI. Si el paciente sufre depresión, ansiedad, trastorno bipolar, esquizofrenia o psicosis, puede necesitarse una terapia más intensiva para inducir un cambio. En estos casos, el uso de la MI como técnica para tratar síntomas externos, como no cepillarse los dientes, puede ser ineficaz porque la verdadera raíz del problema es la enfermedad mental. Cuándo un terapeuta trabaje con estos pacientes, es importante que tenga en cuenta que, a ciertos niveles, hay un límite a lo que se puede conseguir. El terapeuta debe asegurarse de que el paciente está siendo tratado por el médico correcto para tratar la causa del comportamiento, y no simplemente uno de los síntomas.

### Precontemplación
Dentro de las etapas de cambio existe la de precontemplación, en la que el paciente no ve su comportamiento como un problema, y no desea cambiar. Por tanto probablemente no sea receptivo a la MI. Es importante que los terapeutas estén bien formados para manejar a estos pacientes. Los mensajes bienintencionados pueden tener el efecto opuesto de alejar al paciente o hacer que se rebele. En estos casos el terapeuta debe hablar muy cuidadosa y delicadamente con el paciente sobre cómo le afecta su comportamiento (por ejemplo el consumo excesivo de alcohol). Sugerir maneras de comportamiento menos nocivas y ayudar a reconocer señales de peligro pueden formas mejores de plantar la semilla para que el paciente progrese hacia la etapa denominada "de contemplación" (en la que el paciente comienza a ser consciente de la diferencia entre su situación actual y la que desea; no tiene que ver con el sentido habitual que se le da a esta palabra: estado espiritual que aparece en el ser humano cuando practica el silencio mental).

### Motivación
Los profesionales que intentan animar a las personas a cambiar su conducta subestiman a menudo el efecto de la motivación. Solo hacer ver a sus clientes lo dañino que es su comportamiento y darles consejos para cambiarlo no funcionará si a los clientes les falta motivación. Mucha gente sabe perfectamente lo peligroso que es fumar, pero lo sigue haciendo. La investigación ha mostrado que la motivación de un cliente para cambiar su comportamiento está mayormente influida por su forma de relacionarse con el profesional.

### Confianza entre terapeuta y paciente
Los clientes a quienes no les gusta su profesional sanitario, o no confían en él, pueden volverse extremadamente resistentes al cambio. Para impedir esto, el terapeuta debe tomarse su tiempo para construir una relación de confianza. Incluso cuando el terapeuta puede identificar claramente el tema conflictivo, es importante que el paciente sienta que la sesión es colaborativa y que no lo están sermoneando. Los planteamientos confrontacionales de terapeutas bienintencionados (pero inhábiles) inhibirán el proceso.

### Limitaciones de tiempo
La limitación del tiempo del que dispone el terapeuta para la sesión de MI puede impactar significativamente en la calidad del tratamiento. Puede que el profesional sanitario vea al paciente una sola vez, y por corto tiempo. Por ejemplo, un cliente acude al dentista con un dolor de muelas debido a una caries. El dentista puede considerar oportuno sugerir un cambio de comportamiento, como emplear hilo dental o modificar la dieta, pero la duración de la sesión puede no ser suficientes si se combina con otras responsabilidades del profesional sanitario y con el bienestar del paciente. Muchos pacientes necesitan refuerzo y ánimo para cambiar sus hábitos, y no es posible dárselos en una sola visita. Algunos pacientes, una vez tratados, no regresarán en años, lo que puede llevar a cambios en los profesionales o las prácticas, por lo que la sesión de MI quizá no tenga efecto suficiente.

### Deficiencias en la formación
Así como los psicólogos, los psiquiatras y los trabajadores sociales están generalmente bien formados y tienen práctica en la entrevista motivacional, a otros profesionales sanitarios normalmente solo se les proporcionan unas cuantas horas de formación básica. Aunque quizás puedan aplicar los principios subyacentes de la MI, estos otros profesionales generalmente carecen de la formación y las habilidades para lidiar con pacientes resistentes de manera colaborativa. Es importante que el profesional conozca sus limitaciones y remita a los pacientes que lo superan a otros trabajadores sanitarios.

### Tratamiento de grupo
Aunque los estudios son algo limitados, parece que realizar una MI a un grupo puede ser menos eficaz que realizarla persona por persona. La investigación continúa en esta área. Lo que sin embargo está claro es que los grupos cambian la dinámica de la situación, y el terapeuta necesita mantener el control de grupo y que las aportaciones de algunos miembros de grupo no hagan descarrilar el proceso, especialmente para otros miembros.

## Aplicaciones
Miller y Rollnick desarrollaron inicialmente la entrevista motivacional para el tratamiento del abuso de sustancias, especialmente alcohol, pero desde entonces se ha aplicado a diferentes campos de salud y otros:

### Intervención breve
La intervención breve y la MI son técnicas utilizaron para conseguir cambios de conducta en individuos. Las intervenciones conductistas «generalmente se refieren a intervenciones oportunistas por no especialistas en psicología (p. ej. médicos de familia) ofrecidas a los pacientes a quienes atienden por alguna cuestión no relacionada con el motivo de la intervención». Debido a especulaciones en el sector sanitario, se considera que la intervención breve se utilizado descuidadamente, y el empleo de la MI está aumentando rápidamente.

### Gestión del aula
La MI se ha incorporado a la gestión del aula (conseguir que el alumnado esté callado y quieto, para poderlo instruir). Debido a la naturaleza de la MI (inducir el cambio de comportamiento de una persona), la MI ha mostrado su eficacia en un aula, especialmente cuando provoca el cambio de conducta de algún alumno. El método de comprobación del aula (classroom check-up), un modelo de consulta que aborda la necesidad de apoyo a nivel de aula, se aplica de manera asociada con la MI.

### Coaching
El coaching ha incorporado la MI a sus herramientas, específicamente cuando se trata de conseguir un estilo de vida más saludable. Un estudio titulado "Coaching basado en entrevista motivacional como intervención para enfermos crónicos" se llevó a cabo para evaluar el impacto de la MI en estos pacientes. Los resultados del estudio mostraron que el grupo al que se le aplicó MI a había «mejorado su autoeficacia, era más activo, cambió su estilo de vida y se sentía más sano».

### Enfermedades mentales
La MI se ha utilizado en modelos establecidos para ayudar a personas con ansiedad y depresión. Actualmente un modelo establecido denominado terapia cognitivo-conductual (CBT por sus siglas en inglés) está siendo empleado para estos padecimientos. La investigación sugiere que la colaboración de MI y CBT es eficaz, porque por separado ambas han mostrado su eficacia. Un estudio en grupos aleatorizados sugiere que el empleo de MI se «asoció con mejoras en los síntomas depresivos y el índice de remisión». Actualmente son insuficientes los artículos científicos para probar el efecto de la MI en las enfermedades mentales. Sin embargo cada vez se aplica más y se hace más investigación.

#### Patología dual
La patología dual de una persona puede definirse como "abuso de sustancias combinado con una enfermedad mental". La MI se utiliza como medida preventiva para personas con patología dual debido a que en la naturaleza de MI está el inducir un cambio de conducta.

### Ludopatía
La ludopatía está en alza y cada vez llegan más pacientes a los terapeutas. La investigación sugiere que muchas personas «incluso quienes activamente buscan e inician tratamiento, no reciben la terapia completa recomendada». La entrevista motivacional ha sido ampliamente adaptada y utilizada por terapeutas para remediar la ludopatía. Se emplea en combinación con terapias cognitivo-conductuales y tratamientos autodirigidos. El objetivo de utilizar la MI contra la ludopatía es reconocer y superar las barreras que mantienen a la persona en ese estado y «aumentar la inversión global en terapia apoyando el compromiso de la persona para cambiar sus comportamientos problemáticos».

### Crianza de los hijos
Se probó la MI para promover la higiene bucal en niños bajo la supervisión de un padre. En la investigación el grupo experimental lo formaban padres que recibieron formación en MI en la forma de un «folleto, un vídeo, una sesión de MI y 6 llamadas telefónicas de seguimiento». Las madres que recibieron la sesión de MI mostraron que «los niños en el grupo MI presentaban significativamente menos caries nuevas» comparados con los niños del grupo de control. Esto sugiere que la MI puede dar resultados significativos en la crianza.

### Dependencia de sustancias
Debido a sus resultados la MI puede aplicarse a cualquier abuso de sustancias o tratamiento de dependencia. Se investigó la MI en la desintoxicación de cocainómanos. El estudio halló que, de los 105 pacientes aleatoriamente asignados, quienes recibieron MI aumentaron el uso de estrategias de afrontamiento y dieron menos positivos por cocaína en sus muestras de orina al comenzar el tratamiento primario. Esto sugiere que la MI tiene un impacto positivo en las personas que intentan vencer su adicción a sustancias.
Sin embargo una revisión Cochrane de 2016 centrada en el abuso juvenil del alcohol no halló, en 84 ensayos, beneficios significativos de la MI para impedir el abuso del alcohol o los problemas relacionados con el alcohol.